# Saint-Pierre-de-Varennes
Saint-Pierre-de-Varennes – miejscowość i gmina we Francji, w regionie Burgundia-Franche-Comté, w departamencie Saona i Loara.
Według danych na rok 1990 gminę zamieszkiwało 830 osób, a gęstość zaludnienia wynosiła 36 osób/km² (wśród 2044 gmin Burgundii Saint-Pierre-de-Varennes plasuje się na 281. miejscu pod względem liczby ludności, natomiast pod względem powierzchni na miejscu 341.).